# 维克托·阿列克谢耶维奇·卡扎科夫
维克托·阿列克谢耶维奇·卡扎科夫（羅馬化：Viktor Alekseyevich Kazakov；1949年4月4日—）是俄罗斯政治人物、国家杜马议员。
1989年，卡扎科夫开始担任古比雪夫石油公司（Kuibyshevneft）的总工程师兼副总经理。1995年，他担任尤科斯石油公司第一副总裁。1998年，他被任命为YUKSI石油公司的副总裁，该公司是由尤科斯石油公司和西伯利亚石油公司合并而来。然而，合并很快就被废除了，卡扎科夫成为东方石油公司的董事会成员。2003年7月，被任命为萨马拉州第一副州长。2003年当选为第四届国家杜马代表。 2007年、2011年、2016年和2021年，他分别连任第四届、第五届、第六届、第七届和第八届国家杜马。
2016年，在尤科斯股东诉俄罗斯案中，卡扎科夫出现在潜在受贿者名单中，金额达20亿美元。根据案件档案，尤科斯股东（其中包括卡扎科夫）向帮助收购该公司股份的政府官员行贿。

## 制裁
卡扎科夫于2022年因俄乌战争而受到英国政府制裁。